# Syrrhoites silex
Syrrhoites silex är en kräftdjursart som beskrevs av J. L. Barnard 1967. Syrrhoites silex ingår i släktet Syrrhoites och familjen Synopiidae. Inga underarter finns listade i Catalogue of Life.